# Lưu Bích
Lưu Bích là một ca sĩ người Mỹ gốc Việt thành danh và nổi tiếng tại hải ngoại.

## Tiểu sử
Lưu Bích sinh ngày 28 tháng 12 năm 1968 tại Bảo Lộc, Lâm Đồng. Cha cô là nhạc sĩ Lữ Liên là một thành viên trong ban nhạc AVT đồng thời ông cũng từng chuyển ngữ một số bài hát nước ngoài sang tiếng Việt. Lưu Bích là em út trong đại gia đình âm nhạc bao gồm Bích Chiêu, Tuấn Ngọc, Anh Tú, Khánh Hà, Thúy Anh, và Lan Anh. Ngoài ra, cô còn có chị dâu là ca sĩ Thái Thảo (vợ của Tuấn Ngọc) và anh rể là ca sĩ Tô Chấn Phong (chồng của Khánh Hà).

## Hoạt động nghệ thuật
Tại Hoa Kỳ, cô được chị gái Khánh Hà hướng dẫn và dìu dắt vào con đường nghệ thuật. Lưu Bích bắt đầu trình diễn vào năm 1983 cùng với ban nhạc The Uptight - ban nhạc gia đình của Lưu Bích. Những ngày đầu tiên này, Lưu Bích là người chơi keyboard và ca sĩ phụ họa cho ban nhạc.
Năm 1988, Lưu Bích lần đầu tiên xuất hiện trên sân khấu của Trung tâm Thúy Nga, cuốn Paris By Night 6 với bài hát Tình Tuyệt Diệu, lời Việt do chính cha của cô là nhạc sĩ Lữ Liên viết. Kể từ đó, cô được khán giả ở hải ngoại yêu mến và cô cũng gắn bó với Trung tâm Thúy Nga từ ngày đó đến bây giờ.
Thời gian gần đây, Lưu Bích thỉnh thoảng về nước, tham dự một số chương trình ca nhạc. Cô cũng đã tổ chức một liveshow tại Việt Nam vào năm 2010
Bạn diễn ăn ý của Lưu Bích là Nguyễn Hưng, Tô Chấn Phong (anh rể) và chị gái là Khánh Hà.
Lưu Bích có một kênh Youtube channel. Kênh Youtube của cô được khán giả rất ủng hộ khi mới năm 2018, cô cùng ca sĩ Tô Chấn Phong tái hợp đã gây sốt trở lại cho những người yêu âm nhạc thập niên 80 - 90

### CD & DVD
- Hạnh Phúc Trong Tầm Tay, 1998 (TNCD 154)
- Đêm Vắng Anh, 1999 (TNCD 189)
- Trả Nợ Tình Xa, 2000 (TNCD 226)
- Phố Vẫn Xưa, 2001 với Nguyễn Hưng (TNCD 253)
- Ánh Sáng Đời Tôi, 2002 (TNCD 274)
- Vì Em Yêu Anh, 2004 (TNCD 333)
- Vì Yêu, 2006 với Lương Tùng Quang, Thủy Tiên (TNCD 388)
- Vì Yêu 2, 2009 với Lương Tùng Quang, Thủy Tiên (TNCD 443)
- The Best of Lưu Bích, 2009 (TNCD 451)
- Nụ Hôn Khó Quên, 1999 (Thúy Nga đại diện)
- Một Lần Được Yêu, 2000 (Thúy Nga đại diện)
- Mối Tình Đầu, 1994 với Tô Chấn Phong (KHCD 19)
- Mộng Mơ, 1994 với Lan Anh, Tô Chấn Phong (KHCD 23)
- Mãnh Lực Tình Yêu, 1995 với Tô Chấn Phong (KHCD 26)
- Mùa Hè Kỷ Niệm, 1995 với Anh Tú, Lan Anh (KHCD 29)
- Hãy Nói Yêu Em Đêm Nay, 1996 (KHCD 32)
- Khi Tình Bay Xa, 1997 (KHCD 37)
- Một Chút Ân Tình, 1999 với Tô Chấn Phong (KHCD 56)
- DVD The Best of Lưu Bích from Paris By Night (Thúy Nga, 2003)
  1. Tình Xót Xa (Nguyễn Ngọc Thạch) PBN 57
  2. Phố Vẫn Xưa (Lê Vũ) PBN 58
  3. Trái Tim Lầm Lỡ (LV: Khúc Lan) PBN 39
  4. Dại Khờ (Nguyễn Ngọc Thạch) PBN 61
  5. Tình Đời Ca Sĩ (LV: Lê Xuân Trường) PBN 50
  6. Trả Nợ Tình Xa (Tuấn Khanh) - Lưu Bích & Nguyễn Hưng PBN 53
  7. Ôi Chưa Kịp Nói Với Nhau Một Lời (Hoàng Thi Thơ) PBN 41
  8. Đêm Vắng Anh (LV: Lê Xuân Trường) PBN 46
  9. Người Con Gái (LV: Lê Xuân Trường) PBN 51
  10. Niềm Đau Của Cát (Hoàng Thi Thơ) PBN 47
  11. Về Mái Nhà Xưa (Nguyễn Văn Đông) PBN 49
  12. Sống Trong Từng Phút Giây (Lưu Bích, Kỳ Duyên) PBN 48
  13. Lần Xa Cách Trong Đời (LV: Lê Xuân Trường) PBN 44
  14. Dối Trá (Tuấn Khanh) - Lưu Bích & Nguyễn Hưng PBN 54
  15. Nụ Hôn Khó Quên (Lưu Bích) PBN 38
  16. Như Cơn Mưa Đi Mãi (Bảo Chấn) PBN 55
  17. Hát Cho Người Xa Nhà (LV: Phạm Duy) PBN 52
  18. Một Lần Được Yêu (Lưu Bích, Kỳ Duyên) - Lưu Bích & Kỳ Duyên PBN 53
  19. Hạnh Phúc Trong Tầm Tay (Lam Phương) PBN 42
  20. Nụ Hôn Đầu Tiên (Quốc Hùng) PBN 56
  21. Lưu Bích Tâm Sự

### Trình diễn trên trung tâm Thúy Nga

#### Paris By Night
| STT | Ca khúc | Thể hiện với | Chương trình       | Năm  |
| --- | --- | --- | ------------------ | ---- |
| 1   | Tình Tuyệt Diệu (LV: Lữ Liên) | The Uptight | Paris By Night 6   | 1988 |
| 2   | Đôi Mắt Giai Nhân | solo | Paris By Night 10  | 1990 |
| 3   | Làm Sao Có Anh | solo | Paris By Night 20  | 1993 |
| 4   | Vòng Tay Người Ấy (LV: Lữ Liên) | solo | Paris By Night 24  | 1993 |
| 5   | Đêm Nay Em Thấy Cô Đơn | solo | Paris By Night 25  | 1994 |
| 6   | Dĩ Vãng Nhạt Nhòa (LV: Lữ Liên) | Tô Chấn Phong | Paris By Night 26  | 1994 |
| 7   | Hoài Vọng (Văn Phụng) | solo | Paris By Night 27  | 1994 |
| 8   | Phút Giây Thần Tiên (Lan Anh) | Lan Anh | Paris By Night 29  | 1994 |
| 9   | Nụ Hôn Khó Quên (Lưu Bích) | solo | Paris By Night 38  | 1996 |
| 10  | Trái Tim Lầm Lỡ (LV: Khúc Lan) | solo | Paris By Night 39  | 1997 |
| 11  | Mẹ (Nguyễn Đình Toàn, Nguyễn Linh Diệu) | solo | Paris By Night 40  | 1997 |
| 12  | Ôi Chưa Kịp Nói Với Nhau Một Lời (Hoàng Thi Thơ) | solo | Paris By Night 41  | 1997 |
| 13  | Hạnh Phúc Trong Tầm Tay (Lam Phương) | solo | Paris By Night 42  | 1997 |
| 14  | Tình Một Chiều (Lan Anh) | solo | Paris By Night 43  | 1998 |
| 15  | Lần Xa Cách Trong Đời (LV: Lê Xuân Trường) | solo | Paris By Night 44  | 1998 |
| 16  | Hoài Cảm (Cung Tiến) | solo | Paris By Night 45  | 1998 |
| 17  | Đêm Vắng Anh (LV: Lê Xuân Trường) | solo | Paris By Night 46  | 1998 |
| 18  | Niềm Đau Của Cát (Hoàng Thi Thơ) | solo | Paris By Night 47  | 1999 |
| 19  | Sống Trong Phút Giây (Lưu Bích, Kỳ Duyên) | solo | Paris By Night 48  | 1999 |
| 20  | Về Mái Nhà Xưa (Nguyễn Văn Đông) | solo | Paris By Night 49  | 1999 |
| 21  | Tình Đời Ca Sĩ (LV: Lê Xuân Trường) | solo | Paris By Night 50  | 1999 |
| 22  | Người Con Gái (LV: Lê Xuân Trường) | solo | Paris By Night 51  | 1999 |
| 23  | Mừng Tân Thế Kỷ (Tim Heintz, Randy Petersen, Khúc Lan) | Lynda Trang Đài, Tommy Ngô, Bảo Hân, Spencer Nguyễn, Evan Lê, Phương Vy, Hoàng Ly, Don Hồ, Phi Phi, Loan Châu, Như Quỳnh, Thiên Kim, Trúc Linh, Trúc Lam, Nguyễn Hưng, Thế Sơn | Paris By Night 51  | 1999 |
| 24  | Hát Cho Người Xa Nhà (LV: Phạm Duy) | solo | Paris By Night 52  | 1999 |
| 25  | Một Lần Được Yêu (Lưu Bích, Kỳ Duyên) | Kỳ Duyên | Paris By Night 53  | 2000 |
| 26  | Trả Nợ Tình Xa (Tuấn Khanh) | Nguyễn Hưng | Paris By Night 53  | 2000 |
| 27  | Dối Trá (Tuấn Khanh) | Nguyễn Hưng | Paris By Night 54  | 2000 |
| 28  | LK Khúc Hát Samba, Trống Vắng, Dấu Yêu Trong Hè (Quốc Hùng) | Nguyễn Hưng, Don Hồ, Thế Sơn, Thiên Kim, Như Quỳnh, Quốc Hùng | Paris By Night 54  | 2000 |
| 29  | Như Cơn Mưa Đi Mãi (Bảo Chấn) | solo | Paris By Night 55  | 2000 |
| 30  | Nụ Hôn Đầu Tiên (Quốc Hùng) | solo | Paris By Night 56  | 2000 |
| 31  | Tình Xót Xa (Nguyễn Ngọc Thạch) | solo | Paris By Night 57  | 2000 |
| 32  | Ước Vọng Tương Lai (Tùng Châu, Lê Hựu Hà) | Don Hồ, Thế Sơn, Như Quỳnh, Thiên Kim | Paris By Night 57  | 2000 |
| 33  | Phố Vẫn Xưa (Lê Vũ) | solo | Paris By Night 58  | 2001 |
| 34  | Chuyển Bến (Đoàn Chuẩn, Từ Linh) | solo | Paris By Night 59  | 2001 |
| 35  | Hai Chiếc Bóng Cô Đơn (Tùng Châu, Lê Hựu Hà) | Nguyễn Hưng, Thiên Kim | Paris By Night 60  | 2001 |
| 36  | Vũ Khúc Tình Yêu (LV: Lê Hựu Hà) | Nguyễn Hưng | Paris By Night 60  | 2001 |
| 37  | Dại Khờ (Nguyễn Ngọc Thạch) | solo | Paris By Night 61  | 2001 |
| 38  | Ngàn Năm Mãi Yêu (Tùng Châu, Lê Hựu Hà) | solo | Paris By Night 62  | 2001 |
| 39  | Ánh Sáng Của Đời Tôi (Minh Châu) | solo | Paris By Night 63  | 2002 |
| 40  | Đừng Yêu Tôi (Vũ Thành An) | solo | Paris By Night 64  | 2002 |
| 41  | Kiếp Dã Tràng (Từ Công Phụng) | Khánh Hà, Thúy Anh, Lan Anh | Paris By Night 64  | 2002 |
| 42  | Chiếc Bóng Mong Manh (Lê Hựu Hà) | Khánh Hà | Paris By Night 65  | 2002 |
| 43  | Yêu (Nhật Trung) | Nguyễn Hưng | Paris By Night 65  | 2002 |
| 44  | Dấu Tình Sầu (Ngô Thụy Miên) | solo | Paris By Night 66  | 2002 |
| 45  | Hiu Hắt Đời Nhau (Lê Vũ) | solo | Paris By Night 67  | 2002 |
| 46  | Nhớ (Nhật Trung) | solo | Paris By Night 68  | 2003 |
| 47  | Xa Em Kỷ Niệm (LV: Anh Tài) | Nguyễn Hưng | Paris By Night 69  | 2003 |
| 48  | Con Tim Tan Vỡ (Nguyễn Duy An) | Lâm Nhật Tiến | Paris By Night 69  | 2003 |
| 49  | Xin Yêu Nhau Dù Mai Nữa (Trường Sa) | solo | Paris By Night 70  | 2003 |
| 50  | Vì Em Yêu Anh (Đức Trí) | solo | Paris By Night 71  | 2003 |
| 51  | Self Control | solo | Paris By Night 72  | 2004 |
| 52  | Lòng Mẹ (Y Vân) | Khánh Hà | Paris By Night 73  | 2004 |
| 53  | Mưa Ướt Mi Buồn (Song Ngọc) | solo | Paris By Night 74  | 2004 |
| 54  | Đắng Cay (Lương Bằng Vinh) | solo | Paris By Night 75  | 2004 |
| 55  | Nhớ Về Một Mùa Xuân (LV: Yên Tử) | solo | Paris By Night 76  | 2005 |
| 56  | LK Ước Hẹn, Tan Tác (LV: Lữ Liên) | solo | Paris By Night 77  | 2005 |
| 57  | Lời Cảm Ơn (Ngô Thụy Miên, Hạ Đỏ Bích Phượng) | Khánh Ly, Lệ Thu, Hoàng Oanh, Tuấn Ngọc, Khánh Hà, Minh Tuyết, Bằng Kiều, Thu Phương, Như Quỳnh, Nguyễn Hưng, Thủy Tiên, Bảo Hân, Lương Tùng Quang, Thế Sơn, Trần Thái Hòa, Quang Lê, Như Loan, Loan Châu, Tâm Đoan, Hồ Lệ Thu, Vân Quỳnh, Dương Triệu Vũ | Paris By Night 77  | 2005 |
| 58  | Hạt Mưa Và Nỗi Nhớ (Quốc Dũng, Nguyễn Đức Cường) | solo | Paris By Night 78  | 2005 |
| 59  | Anh Đã Quên Mùa Thu (Tùng Giang, Nam Lộc) | Khánh Hà, Như Quỳnh | Paris By Night 78  | 2005 |
| 60  | Chờ Anh Nói Một Lời (Nhật Trung) | Nguyễn Hưng | Paris By Night 79  | 2005 |
| 61  | Mùa Xuân Đang Đến (Quốc Hùng) | solo | Paris By Night 80  | 2006 |
| 62  | Hot Stuff | solo | Paris By Night 81  | 2006 |
| 63  | Rồi Ánh Trăng Tan (Quốc Bảo) | solo | Paris By Night 82  | 2006 |
| 64  | Bơ Vơ (Nguyễn Ánh 9) | solo | Paris By Night 83  | 2006 |
| 65  | Magic In The Air (LV: Lan Anh) | Thủy Tiên | Paris By Night 84  | 2006 |
| 66  | Tiếng Sáo Thiên Thai (Phạm Duy) | Khánh Hà, Thúy Anh | Paris By Night 85  | 2007 |
| 67  | Sometimes When We Touch | solo | Paris By Night 87  | 2007 |
| 68  | Khi Anh Ra Đi (Kỳ Phương) | solo | Paris By Night 89  | 2007 |
| 69  | Mẹ Yêu (LV: Nguyễn Ngọc Thiện) | Trịnh Lam | Paris By Night 90  | 2007 |
| 70  | Amore Mio (LV: Thủy Tiên) | Thủy Tiên | Paris By Night 92  | 2008 |
| 71  | Thiên Đường Cô Đơn (Trương Lê Sơn) | solo | Paris By Night 95  | 2009 |
| 72  | LK Paris By Night Top Hits | Bảo Hân, Lương Tùng Quang, Hồ Lệ Thu, Trịnh Lam, Quỳnh Vi, Dương Triệu Vũ, Như Loan, Minh Tuyết, Nguyễn Hưng, Don Hồ, Thế Sơn | Paris By Night 96  | 2009 |
| 73  | LK New Wave 80s (LV: Lan Anh) | Thủy Tiên, Lương Tùng Quang | Paris By Night 96  | 2009 |
| 74  | I Wanna Dance Chacha | solo | Paris By Night 97  | 2009 |
| 75  | Chuyến Bay Hạnh Phúc (Hoài An) | Bảo Hân, Tú Quyên, Thủy Tiên, Nguyệt Anh, Như Quỳnh, Như Loan, Hồ Lệ Thu, Ngọc Anh, Hương Thủy, Quỳnh Vi, Minh Tuyết | Paris By Night 98  | 2009 |
| 76  | LK Đêm Trắng (Võ Hoài Phúc), Dẫu Biết (Nhật Trung) | Nguyễn Hưng | Paris By Night 98  | 2009 |
| 77  | Nhớ (Trịnh Nam Sơn) | solo | Paris By Night 99  | 2010 |
| 78  | LK Một Ngày Không Có Anh (Y Vân, Nguyễn Long), Nếu Một Ngày (Khánh Băng) | Thủy Tiên | Paris By Night 100 | 2010 |
| 79  | Giao Mùa (Võ Hoài Phúc) | Trần Quang Vũ | Paris By Night 101 | 2011 |
| 80  | Một Đời Tan Vỡ (Lam Phương) | solo | Paris By Night 102 | 2011 |
| 81  | Muộn (Nguyễn Hồng Thuận) | solo | Paris By Night 103 | 2011 |
| 82  | Tình Tuyệt Diệu (LV: Lữ Liên) | solo | Paris By Night 104 | 2011 |
| 83  | Người Tình Trăm Năm (Đức Huy) | Như Quỳnh, Ngọc Anh, Minh Tuyết, Hạ Vy, Thanh Hà, Như Loan, Lam Anh, Quỳnh Vi, Diễm Sương, Kỳ Phương Uyên, Tóc Tiên | Paris By Night 105 | 2012 |
| 84  | Tạm Biệt Tình Yêu (Minh Nhiên) | Nguyễn Hưng | Paris By Night 105 | 2012 |
| 85  | Trả Lại Em (Hoài An) | Trịnh Lam | Paris By Night 106 | 2012 |
| 86  | Em Vẫn Buồn Như Xưa (LV: Lữ Liên) | solo | Paris By Night 107 | 2013 |
| 87  | Em Đi Qua Để Lại (Quốc Hùng) | solo | Paris By Night 108 | 2013 |
| 88  | Tình Yêu Đánh Rơi (Võ Hoài Phúc) | solo | Paris By Night 109 | 2013 |
| 89  | Hát Mãi Bài Tình Ca (Thái Thịnh) | Minh Tuyết, Như Loan, Tóc Tiên, Như Quỳnh, Don Hồ, Mai Thiên Vân, Hạ Vy, Mạnh Quỳnh, Hương Thủy, Quang Lê, Ngọc Hạ, Trần Thái Hòa, Thế Sơn, Châu Ngọc, Hồ Lệ Thu, Kỳ Phương Uyên, Mai Tiến Dũng, Quỳnh Vi, Trịnh Lam, Lương Tùng Quang, Diễm Sương, Duy Trường, Khánh Lâm, Tommy Ngô, Lynda Trang Đài, Đình Bảo, Ánh Minh, Hương Giang, Anh Tú, Thiên Tôn, Ý Lan, Ngọc Anh, Thu Phương, Giang Tử, Hương Lan, Thái Châu, Quang Dũng, Nguyễn Hưng, Thanh Hà, Tuấn Ngọc, Khánh Hà, Dương Triệu Vũ, Lam Anh, Bằng Kiều, Họa Mi, Elvis Phương | Paris By Night 109 | 2013 |
| 90  | Bão Tình (Hoàng Trọng, Duy Viêm) | Nguyễn Hưng | Paris By Night 126 | 2018 |
| 91  | Khoảnh Khắc (Trương Quý Hải) | Thanh Hà, Minh Tuyết, Ngọc Anh, Nguyễn Hồng Nhung | Paris By Night 126 | 2018 |
| 92  | Có Duyên Không Phận (Hoài An) | Trịnh Lam | Paris By Night 128 | 2019 |
| 93  | LK The Uptight: Chiều Tím Vội Phai (Lan Anh), Quỳnh Hương (Trịnh Công Sơn), Bảy Ngày Đợi Mong (Trần Thiện Thanh), Nỗi Lòng (Nguyễn Văn Khánh), Cho Em Quên Tuổi Ngọc (Lam Phương), Tóc Em Chưa Úa Nắng Hè (Phạm Mạnh Cương), Không Còn Mùa Thu (Việt Anh), Linh Hồn Tượng Đá (Mai Bích Dung), Nếu Có Yêu Tôi (Trần Duy Đức, Ngô Tịnh Yên), Tam Nghiệp (Lữ Liên) | Tuấn Ngọc, Khánh Hà, Anh Tú (sử dụng giọng), Thúy Anh | Paris By Night 129 | 2019 |
| 94  | Em Nghĩ Em Là Ai (Huỳnh Quốc Huy) | Trịnh Lam | Paris By Night 130 | 2020 |
| 95  | Duyên Chúng Ta Cạn Rồi (Thái Thịnh) | Nguyễn Hưng | Paris By Night 133 | 2022 |
| 96  | I'm In Love (lời Việt: Thái Thịnh) | Solo | Paris By Night 136 | 2024 |

#### Chương trình thu hình khác
| STT | Ca khúc                                     | Thể hiện với                                                              | Chương trình                                  | Năm  |
| --- | ------------------------------------------- | ------------------------------------------------------------------------- | --------------------------------------------- | ---- |
| 1   | Thương Nhau Ngày Mưa (Nguyễn Trung Cang)    | Như Quỳnh, Minh Tuyết, Thanh Hà, Hồ Lệ Thu, Thủy Tiên, Như Loan, Ngọc Anh | Paris By Night Divas                          | 2010 |
| 2   | Tình Phụ Tôi (Lan Anh)                      | solo                                                                      | Paris By Night Divas                          | 2010 |
| 3   | Vết Thương Cuối Cùng (Diên An)              | solo                                                                      | Paris By Night 104 VIP Party                  | 2012 |
| 4   | Hiu Hắt Đời Nhau (Lê Vũ)                    | solo                                                                      | VSTAR 2012 - Bán Kết                          | 2012 |
| 5   | Yêu Em Bằng Cả Trái Tim                     | solo                                                                      | Paris By Night 106 VIP Party                  | 2013 |
| 6   | Tình Phai (Nguyễn Ngọc Tài)                 | Nguyễn Hưng                                                               | Paris By Night 109 VIP Party                  | 2013 |
| 7   | If I Can't Have You                         | solo                                                                      | New Wave Tour                                 | 2016 |
| 8   | Special Love/ Tình Tuyệt Diệu (LV: Lữ Liên) | solo                                                                      | New Wave Tour                                 | 2016 |
| 9   | Con Tim Thật Thà (Trịnh Nam Sơn)            | Khánh Hà                                                                  | Paris By Night 128 VIP Party                  | 2018 |
| 10  | Em Vẫn Buồn Như Xưa (LV: Lữ Liên)           | solo                                                                      | Le Gala Du Coeur - Gửi Tình Thương Về Sài Gòn | 2021 |
| 11  | Phố Vẫn Xưa (Lê Vũ)                         | solo                                                                      | Le Gala Du Coeur - Gửi Tình Thương Về Sài Gòn | 2021 |

### Trung tâm Tình
| STT | Ca khúc      | Thể hiện với | Chương trình                     | Năm  |
| --- | ------------ | ------------ | -------------------------------- | ---- |
| 1   | Phút Ban Đầu | solo         | Quê Hương Tình Yêu Và Tuổi Trẻ 2 | 1998 |

## Đời tư
Lưu Bích là một người có đời tư khá kín tiếng. Cô đã từng kết hôn tuy nhiên hai người đã ly dị. Hiện tại, cô đang sống một mình.
Những năm gần đây, do bận công việc kinh doanh mà cô cũng ít xuất hiện trên các chương trình thu hình.
Bên cạnh ca hát, Lưu Bích còn có niềm đam mê với thể thao - đặc biệt là yoga và tennis, thần tượng lớn nhất trong làng banh nỉ của cô là Rafael Nadal.